# Persone di nome Jan
| Questa pagina contiene informazioni ricavate automaticamente dalle voci biografiche con l'ausilio del template Bio e di un bot. L'aggiornamento è periodico e automatico e ricostruisce completamente la pagina. Se manca una persona in questa lista, sei pregato di non aggiungerla, ma accertati piuttosto che la sua voce biografica contenga il template Bio e che i dati anagrafici siano correttamente compilati. Se il template Bio manca, inseriscilo tu stesso o, in alternativa, metti l'avviso {{tmp\|Bio}} che ne segnala la mancanza. Se i dati riportati sono sbagliati, correggi direttamente la voce biografica; le modifiche saranno visibili in questa lista entro pochi giorni. Per chiarimenti vedi il progetto antroponimi. La lista contiene solo le 1.007 persone che sono citate nell'enciclopedia e per le quali è stato implementato correttamente il template Bio. Pagina aggiornata al 6 ago 2025. |

Questa è una lista di persone presenti nell'enciclopedia che hanno il nome Jan, suddivise per attività principale.

## Agenti segreti(1)
- Jan Valtin, agente segreto tedesco (Magonza, n. 1905 - Betterton, † 1951)

## Allenatori di calcio(30)
- Janne Andersson, allenatore di calcio e ex calciatore svedese (Halmstad, n. 1962)
- Jan Berg, allenatore di calcio e calciatore norvegese (Oslo, n. 1943 - Bærum, † 2005)
- Jan Brouwer, allenatore di calcio olandese (n. 1940)
- Jan Christiansen, allenatore di calcio e ex calciatore norvegese (Enebakk, n. 1941)
- Jan Everse, allenatore di calcio e ex calciatore olandese (Rotterdam, n. 1954)
- Jan Fiala, allenatore di calcio e ex calciatore cecoslovacco (Slatinice, n. 1956)
- Jan Fuglset, allenatore di calcio e ex calciatore norvegese (Molde, n. 1945)
- Jan Halvor Halvorsen, allenatore di calcio e ex calciatore norvegese (Bamble, n. 1963)
- Patrik Hansson, allenatore di calcio e ex calciatore svedese (Växjö, n. 1969)
- Jan de Jonge, allenatore di calcio, dirigente sportivo e ex calciatore olandese (Emmen, n. 1963)
- Jan Jönsson, allenatore di calcio e ex calciatore svedese (Halmstad, n. 1960)
- Jan Kirchhoff, allenatore di calcio e ex calciatore tedesco (Francoforte sul Meno, n. 1990)
- Jan Krob, allenatore di calcio e ex calciatore ceco (Praga, n. 1987)
- Jan Michaelsen, allenatore di calcio e ex calciatore danese (Nantes, n. 1970)
- Jan Frode Nornes, allenatore di calcio e ex calciatore norvegese (Tønsberg, n. 1973)
- Jan Tore Ophaug, allenatore di calcio e ex calciatore norvegese (Orkanger, n. 1977)
- Jan Ove Pedersen, allenatore di calcio e ex calciatore norvegese (Oslo, n. 1968)
- Jan Poortvliet, allenatore di calcio e ex calciatore olandese (Arnemuiden, n. 1955)
- Jan Poulsen, allenatore di calcio e ex calciatore danese (Store Heddinge, n. 1946)
- Stefan Rehn, allenatore di calcio e ex calciatore svedese (Stoccolma, n. 1966)
- Jan Olde Riekerink, allenatore di calcio e ex calciatore olandese (Hangelo, n. 1963)
- Jan Siewert, allenatore di calcio e ex calciatore tedesco (Mayen, n. 1982)
- Jan Suchopárek, allenatore di calcio e ex calciatore ceco (Kladno, n. 1969)
- Conny Torstensson, allenatore di calcio e ex calciatore svedese (Lofta, n. 1949)
- Jan Trousil, allenatore di calcio e ex calciatore ceco (Kutná Hora, n. 1976)
- Jan Urban, allenatore di calcio e ex calciatore polacco (Jaworzno, n. 1962)
- Jan Veenhof, allenatore di calcio e ex calciatore olandese (Leeuwarden, n. 1969)
- Jan Vingaard, allenatore di calcio, ex calciatore e ex giocatore di calcio a 5 danese (n. 1957)
- Jan Wouters, allenatore di calcio, dirigente sportivo e ex calciatore olandese (Utrecht, n. 1960)
- Jan Zimmermann, allenatore di calcio e ex calciatore tedesco (Obertshausen, n. 1985)

## Allenatori di pallacanestro(1)
- Jan Karger, allenatore di pallacanestro ceco (Praga, n. 1940)

## Altisti(2)
- Patrik Sjöberg, ex altista svedese (Göteborg, n. 1965)
- Jan Štefela, altista ceco (Krnov, n. 2001)

## Ammiragli(1)
- Jan Willem de Winter, ammiraglio olandese (Kampen, n. 1761 - Parigi, † 1812)

## Anatomisti(2)
- Jan Palfijn, anatomista e chirurgo fiammingo (Courtrai, n. 1650 - Gand, † 1730)
- Jan Evangelista Purkyně, anatomista, neurofisiologo e biologo ceco (Libochovice, n. 1787 - Praga, † 1869)

## Animatori(2)
- Jan Lenica, animatore e illustratore polacco (Poznań, n. 1928 - Berlino, † 2001)
- Jan Pinkava, animatore, regista e sceneggiatore ceco (Praga, n. 1963)

## Arbitri di calcio(2)
- Jan Jílek, arbitro di calcio ceco (n. 1973)
- Michael Lerjéus, ex arbitro di calcio svedese (Skövde, n. 1973)

## Architetti(9)
- Jan Chrystian Kamsetzer, architetto e pittore tedesco (Dresda, n. 1753 - Varsavia, † 1795)
- Jan II Keldermans, architetto belga († 1445)
- Jan Kotěra, architetto e artista ceco (Brno, n. 1871 - Praga, † 1923)
- Jan Letzel, architetto ceco (Náchod, n. 1880 - Praga, † 1925)
- Jan van Ruysbroeck, architetto fiammingo
- Jan Blažej Santini-Aichel, architetto ceco (Praga, n. 1677 - Praga, † 1723)
- Jan Wils, architetto olandese (Alkmaar, n. 1891 - L'Aia, † 1972)
- Jan van den Eynde II, architetto, scultore e mercante fiammingo (Anversa, n. 1620 - Anversa, † 1702)
- Jan Josef Švagr, architetto ceco (Týncany, n. 1885 - Claypole, † 1969)

## Arcieri(3)
- Tiest van Gestel, arciere olandese (Goirle, n. 1881 - Goirle, † 1969)
- Joep Packbiers, arciere olandese (Nuth, n. 1875 - Maastricht, † 1957)
- Jan van Tongeren, arciere olandese (Nimega, n. 1998)

## Arcivescovi cattolici(7)
- Jan Cieplak, arcivescovo cattolico polacco (Dąbrowa Górnicza, n. 1857 - Passaic, † 1926)
- Jan Graubner, arcivescovo cattolico e teologo ceco (Brno, n. 1948)
- Jan Kropidło, arcivescovo cattolico polacco († 1421)
- Jan Łaski, arcivescovo cattolico e politico polacco (Łask, n. 1456 - Kalisz, † 1531)
- Jan Paweł Lenga, arcivescovo cattolico e missionario polacco (Horodok, n. 1950)
- Jan Romeo Pawłowski, arcivescovo cattolico polacco (Biskupiec, n. 1960)
- Jan Wężyk, arcivescovo cattolico polacco (Wola Wężykowa, n. 1575 - Łowicz, † 1638)

## Artigiani(1)
- Jan Rost, artigiano e imprenditore fiammingo (Firenze, † 1562)

## Artiste marziali miste(1)
- Jan Błachowicz, artista marziale mista polacco (Cieszyn, n. 1983)

## Artisti(5)
- Jan Dibbets, artista olandese (Weert, n. 1941)
- Jan Domela, artista olandese (L'Aia, n. 1894 - Santa Monica, † 1973)
- Jan Fabre, artista, coreografo e regista teatrale belga (Anversa, n. 1958)
- Jan Křesadlo, artista ceco (Praga, n. 1926 - Colchester, † 1995)
- Jan Visser jr., artista olandese (Groninga, n. 1856 - Aerdenhout, † 1938)

## Astisti(2)
- Jan Johnson, astista statunitense (Hammond, n. 1950 - Atascadero, † 2025)
- Jan Kudlička, astista ceco (Opava, n. 1988)

## Astronomi(3)
- Johannes Hevelius, astronomo polacco (Danzica, n. 1611 - Danzica, † 1687)
- Jan Kleyna, astronomo britannico
- Jan Oort, astronomo olandese (Franeker, n. 1900 - Leida, † 1992)

## Attori(26)
- Jan Arvan, attore statunitense (Wisconsin, n. 1913 - Los Angeles, † 1979)
- Eddie Axberg, attore svedese (Stoccolma, n. 1947)
- Janne Carlsson, attore e musicista svedese (Stoccolma, n. 1937 - Kristianstad, † 2017)
- Jan Cornet, attore spagnolo (Terrassa, n. 1982)
- Jan Decleir, attore belga (Niel, n. 1946)
- Jan Fedder, attore tedesco (Amburgo, n. 1955 - Amburgo, † 2019)
- Jan Hartmann, attore tedesco (Kaltenkirchen, n. 1980)
- Jan Hendriks, attore e doppiatore tedesco (Berlino, n. 1928 - Berlino, † 1991)
- Jan Jönson, attore svedese (Malmö, n. 1947)
- Jan Kollwitz, attore e ceramista tedesco (Berlino, n. 1960)
- Jan Josef Liefers, attore, cantante e musicista tedesco (Dresda, n. 1964)
- Jan Machulski, attore polacco (Łódź, n. 1928 - Varsavia, † 2008)
- Jan Merlin, attore statunitense (New York, n. 1925 - Los Angeles, † 2019)
- Jan Meyer, attore tedesco (n. 1937)
- Jan Niklas, attore tedesco (Monaco di Baviera, n. 1947)
- Jan Nonhof, attore, doppiatore e regista olandese (Monster, n. 1947)
- Jan Nowicki, attore polacco (Kowal, n. 1939 - Krzewent, † 2022)
- Jan Ohlsson, attore svedese (Uppsala, n. 1962)
- Jan Peszek, attore polacco (Szreńsk, n. 1944)
- Jan Sosniok, attore tedesco (Gummersbach, n. 1968)
- Jan Spitzer, attore, doppiatore e cantante tedesco (Sangerhausen, n. 1947 - Berlino, † 2022)
- Jan Henrik Stahlberg, attore, sceneggiatore e regista tedesco (Neuwied, n. 1970)
- Jan Teplý, attore ceco (Praga, n. 1931 - Praga, † 2007)
- Jan Werich, attore, commediografo e scrittore ceco (Praga, n. 1905 - Praga, † 1980)
- Rikard Wolff, attore, cantante e doppiatore svedese (Farsta, n. 1958 - Stoccolma, † 2017)
- Jan van Weyde, attore tedesco (Bonn, n. 1979)

## Attori pornografici(1)
- Denis Reed, attore pornografico ceco (Praga, n. 1985 - Česká Lípa, † 2016)

## Attrici(4)
- Jan Broberg Felt, attrice, cantante e produttrice televisiva statunitense (Pocatello, n. 1962)
- Jan Clayton, attrice e cantante statunitense (Tularosa, n. 1917 - West Hollywood, † 1983)
- Jan Maxwell, attrice statunitense (Fargo, n. 1956 - New York, † 2018)
- Jan Shepard, attrice statunitense (Quakertown, n. 1928 - Burbank, † 2025)

## Autori televisivi(1)
- Jan Van Rijsselberge, autore televisivo e disegnatore belga

## Avvocati(2)
- Jan Olszewski, avvocato polacco (Varsavia, n. 1930 - Varsavia, † 2019)
- Jan Vroesen, avvocato e diplomatico olandese (n. 1672 - † 1725)

## Batteristi(1)
- Jan Axel Blomberg, batterista norvegese (Trysil, n. 1969)

## Biatleti(3)
- Jan Matouš, biatleta cecoslovacco (Vrchlabí, n. 1961)
- Jan Wüstenfeld, biatleta tedesco (Hannover, n. 1975)
- Jan Ziemianin, ex biatleta polacco (Mszana Dolna, n. 1962)

## Biblisti(1)
- Alberto Soggin, biblista italiano (Lucca, n. 1926 - Roma, † 2010)

## Biologi(2)
- Jan Dembowski, biologo e politico polacco (San Pietroburgo, n. 1889 - Varsavia, † 1963)
- Jan Swammerdam, biologo e entomologo olandese (Amsterdam, n. 1637 - Amsterdam, † 1680)

## Bobbisti(1)
- Jan Lapidoth, bobbista svedese (Mosca, n. 1915 - Bromma, † 1989)

## Botanici(2)
- Jan Ingenhousz, botanico olandese (Breda, n. 1730 - Calne, † 1799)
- Jan Svatopluk Presl, botanico ceco (Praga, n. 1791 - Praga, † 1849)

## Briganti(1)
- Jan de Lichte, brigante fiammingo (Velzeke, n. 1723 - Aalst, † 1748)

## Canoisti(6)
- Jan Brzák-Felix, canoista cecoslovacco (Praga, n. 1912 - Praga, † 1988)
- Jan Johansen, ex canoista norvegese (Tønsberg, n. 1944)
- Jan Rohrer, canoista svizzero (n. 2000)
- Jan Schäfer, canoista tedesco (Dresda, n. 1974)
- Jan Vandrey, canoista tedesco (n. 1991)
- Jan Štěrba, canoista ceco (Praga, n. 1981)

## Canottieri(2)
- Jan Jindra, canottiere cecoslovacco (Třeboň, n. 1932 - † 2021)
- Jan van der Bij, canottiere olandese (Drachten, n. 1991)

## Cantanti(6)
- Jan Werner Danielsen, cantante norvegese (Nord-Odal, n. 1976 - Oslo, † 2006)
- Jan Eggum, cantante norvegese (Bergen, n. 1951)
- Jan Howard, cantante statunitense (West Plains, n. 1929 - Gallatin, † 2020)
- Jan Jämsen, cantante e paroliere finlandese
- Jan Johansen, cantante svedese (Stoccolma, n. 1966)
- Jann, cantante e compositore polacco (Lublino, n. 1999)

## Cantanti lirici(1)
- Jan Rubeš, cantante lirico e attore ceco (Volyně, n. 1920 - Toronto, † 2009)

## Cantautori(2)
- Janne Lucas, cantautore e pianista svedese (Göteborg, n. 1947)
- Farin Urlaub, cantautore e musicista tedesco (Berlino Ovest, n. 1963)

## Cantautrici(1)
- Jan Hellriegel, cantautrice e attrice neozelandese (Waitakere)

## Cardinali(6)
- Jan Kazimierz Denhoff, cardinale e vescovo cattolico polacco (Varsavia, n. 1649 - Roma, † 1697)
- Jan Aleksander Lipski, cardinale e vescovo cattolico polacco (Kalisz, n. 1690 - Kielce, † 1746)
- Jan Očko z Vlašimi, cardinale e arcivescovo cattolico ceco (Vlašim - Praga, † 1380)
- Jan Maurycy Paweł Puzyna de Kosielsko, cardinale e vescovo cattolico polacco (Gwoździec, n. 1842 - Cracovia, † 1911)
- Jan Pieter Schotte, cardinale e arcivescovo cattolico belga (Beveren-Leie, n. 1928 - Roma, † 2005)
- Jan Železný, cardinale e vescovo cattolico ceco (Praga - Esztergom, † 1430)

## Cavalieri(1)
- Jan Kowalczyk, cavaliere polacco (Drogomyśl, n. 1941 - Varsavia, † 2020)

## Ceramisti(1)
- Jan Bontjes van Beek, ceramista e scultore olandese (Vejle, n. 1899 - Berlino, † 1969)

## Cestiste(1)
- Jan Stirling, ex cestista e allenatrice di pallacanestro australiana (Adelaide, n. 1955)

## Cestisti(31)
- Jan Barbarič, ex cestista sloveno (Capodistria, n. 1995)
- Jan Blažek, cestista cecoslovacco (Praga, n. 1947 - Praga, † 2016)
- Jan Bobrovský, ex cestista e allenatore di pallacanestro cecoslovacco (Rosice, n. 1945)
- Jan Bruin, cestista e allenatore di pallacanestro olandese (Amsterdam, n. 1937 - Rotterdam, † 2023)
- Jan Budin, ex cestista italiano (Trieste, n. 1975)
- Jan Burgert, cestista e allenatore di pallacanestro olandese (n. 1931 - † 2012)
- Jan Ceulemans, cestista belga (Vilvoorde, n. 1926 - Melsbroek, † 2022)
- Jan Dekker, ex cestista olandese (Haarlem, n. 1950)
- Jan Dolczewski, ex cestista polacco (Leszno, n. 1948)
- Jan Driehuis, cestista e allenatore di pallacanestro olandese (n. 1936 - † 2014)
- Jan Enjebo, ex cestista e allenatore di pallacanestro svedese (Solna, n. 1958)
- Jan Hjorth, ex cestista svedese (n. 1952)
- Fredrik Jönzén, ex cestista svedese (Uppsala, n. 1978)
- Jan Kosi, cestista sloveno (Slovenj Gradec, n. 1996)
- Jan Kozák, cestista e allenatore di pallacanestro cecoslovacco (Brno, n. 1929 - Ostrava, † 2016)
- Jan Loorbach, ex cestista olandese (Emmen, n. 1947)
- Jan Martín, ex cestista spagnolo (Hannover, n. 1984)
- Jan Močnik, ex cestista e allenatore di pallacanestro sloveno (San Pietro-Vertoiba, n. 1987)
- Jan Oldenmark, ex cestista svedese (n. 1935)
- Jan Palokaj, cestista croato (Zagabria, n. 2000)
- Melwin Pantzar, cestista svedese (Märsta, n. 2000)
- Jan Rebec, cestista sloveno (Postumia, n. 1993)
- Jan Schappert, ex cestista olandese (n. 1944)
- Jan Sikking, ex cestista olandese (n. 1943)
- Jan Špan, cestista sloveno (Lubiana, n. 1992)
- Jan Svoboda, ex cestista cecoslovacco (Brno, n. 1969)
- Jan van Breda Kolff, ex cestista e allenatore di pallacanestro statunitense (Palos Verdes, n. 1951)
- Jan Veselý, cestista ceco (Ostrava, n. 1990)
- Jan Villwock, ex cestista tedesco (Ulma, n. 1966)
- Jan Niklas Wimberg, cestista tedesco (Oldenburg, n. 1996)
- Jan Švandrlík, cestista ceco (Plzeň, n. 1994)

## Chimici(4)
- Jan van Alphen, chimico olandese (Leida, n. 1900 - † 1969)
- Jan Czochralski, chimico polacco (Kcynia, n. 1885 - Poznań, † 1953)
- Jan Zahradil, chimico e politico ceco (Praga, n. 1963)
- Jan Hendrik de Boer, chimico e fisico olandese (Ruinen, n. 1899 - L'Aia, † 1971)

## Chitarristi(2)
- Jan Akkerman, chitarrista olandese (Amsterdam, n. 1946)
- Jan Somers, chitarrista olandese (Mierlo, n. 1964 - Mierlo, † 2011)

## Ciclisti su strada(31)
- Jan Adriaensens, ciclista su strada belga (Willebroek, n. 1932 - † 2018)
- Marcel Hendrickx, ciclista su strada belga (Willebroek, n. 1925 - Bilzen, † 2008)
- Jan Bakelants, ex ciclista su strada belga (Oudenaarde, n. 1986)
- Jan Bárta, ex ciclista su strada ceco (Kyjov, n. 1984)
- Jan Bogaert, ciclista su strada e dirigente sportivo belga (Temse, n. 1957 - Bornem, † 2024)
- Jan Bratkowski, ex ciclista su strada tedesco (Würzburg, n. 1975)
- Jan Christen, ciclista su strada, ciclocrossista e mountain biker svizzero (Leuggern, n. 2004)
- Jan De Valck, ciclista su strada belga (Brussegem, n. 1929 - Aalst, † 2010)
- Jan Ghyselinck, ex ciclista su strada belga (Tielt, n. 1988)
- Jan Goessens, ex ciclista su strada belga (Gand, n. 1962)
- Jan Hirt, ciclista su strada ceco (Třebíč, n. 1991)
- Jan van Houwelingen, ex ciclista su strada, pistard e dirigente sportivo olandese (Heesselt, n. 1955)
- Jan Hruška, ex ciclista su strada ceco (Uničov, n. 1975)
- Jan Karlsson, ex ciclista su strada svedese (Falköping, n. 1966)
- Jan Krekels, ex ciclista su strada olandese (Sittard, n. 1947)
- Jan Kuyckx, ex ciclista su strada belga (Hasselt, n. 1979)
- Jan Lambrichs, ciclista su strada olandese (Maastricht, n. 1915 - Kerkrade, † 1990)
- Jan Lauwers, ex ciclista su strada belga (Zemst, n. 1938)
- Jan Maas, ciclista su strada olandese (Bergen op Zoom, n. 1996)
- Jan Mertens, ciclista su strada belga (Hoboken, n. 1904 - Hoboken, † 1964)
- Jan Nevens, ex ciclista su strada belga (Ninove, n. 1958)
- Jan Nolten, ciclista su strada olandese (Sittard, n. 1930 - Sittard, † 2014)
- Jan Petelin, ciclista su strada lussemburghese (Lussemburgo, n. 1996)
- Jan Polanc, ex ciclista su strada sloveno (Kranj, n. 1992)
- Jan Raas, ex ciclista su strada, pistard e dirigente sportivo olandese (Borsele, n. 1952)
- Jan Schröder, ciclista su strada e pistard olandese (Koningsbosch, n. 1941 - Koningsbosch, † 2007)
- Jan Schur, ex ciclista su strada tedesco (Lipsia, n. 1962)
- Jan Storms, ciclista su strada e dirigente sportivo belga (Tremelo, n. 1925 - Tremelo, † 2019)
- Jan Tratnik, ciclista su strada sloveno (Lubiana, n. 1990)
- Jan Ullrich, ex ciclista su strada e ciclocrossista tedesco (Rostock, n. 1973)
- Jan Zagers, ciclista su strada belga (Meer, n. 1931 - Gooreind, † 2022)

## Combinatisti nordici(2)
- Jan Schmid, ex combinatista nordico svizzero (Trondheim, n. 1983)
- Jan Vytrval, combinatista nordico ceco (n. 1998)

## Compositori(21)
- Jan Brandts Buys, compositore olandese (Zutphen, n. 1868 - Salisburgo, † 1933)
- Jan Josef Brixi, compositore e organista ceco (Vlkava, n. 1711 - Mělník, † 1762)
- Jan Ladislav Dussek, compositore e pianista boemo (Čáslav, n. 1760 - Saint-Germain-en-Laye, † 1812)
- Jan Adam Galina, compositore e direttore d'orchestra ceco (Cítoliby, n. 1724 - Cítoliby, † 1773)
- Jan Andrzej Paweł Kaczmarek, compositore polacco (Konin, n. 1953 - Cracovia, † 2024)
- Jan Křtitel Václav Kalivoda, compositore, violinista e direttore d'orchestra ceco (Praga, n. 1801 - Karlsruhe, † 1866)
- Jan Křtitel Krumpholtz, compositore e arpista ceco (Praga, n. 1747 - Parigi, † 1790)
- Jan Kunc, compositore, insegnante e scrittore ceco (Doubravice nad Svitavou, n. 1883 - Brno, † 1976)
- Jan Meyerowitz, compositore, direttore d'orchestra e pianista tedesco (Breslavia, n. 1913 - Colmar, † 1998)
- Giovanni Nasco, compositore fiammingo (Treviso, † 1561)
- Jan Křtitel Jiří Neruda, compositore e violinista ceco (Rosice - Dresda, † 1776)
- Jan Novák, compositore cecoslovacco (Nová Říše, n. 1921 - Nuova Ulma, † 1984)
- Antonín Reichenauer, compositore e organista ceco (n. 1694 - Jindřichův Hradec, † 1730)
- Jan Stefani, compositore polacco (Praga, n. 1747 - Varsavia, † 1829)
- Jan Stoeckart, compositore, direttore d'orchestra e trombonista olandese (Amsterdam, n. 1927 - Hilversum, † 2017)
- Jan Swafford, compositore e musicologo statunitense (n. 1946)
- Jan Pieterszoon Sweelinck, compositore e organista olandese (Deventer, n. 1562 - Amsterdam, † 1621)
- Jan Van der Roost, compositore belga (Duffel, n. 1956)
- Jan Křtitel Vaňhal, compositore ceco (Nechanice, n. 1739 - Vienna, † 1813)
- Jan Dismas Zelenka, compositore ceco (Louňovice, n. 1679 - Dresda, † 1745)
- Jan van Gilse, compositore e direttore d'orchestra olandese (Rotterdam, n. 1881 - Oegstgeest, † 1944)

## Compositori di scacchi(3)
- Jan Dobruský, compositore di scacchi boemo (Skuteč, n. 1853 - Praga, † 1907)
- Jan Hannelius, compositore di scacchi finlandese (Oulu, n. 1916 - Kangasala, † 2005)
- Jan Hartong, compositore di scacchi olandese (Rotterdam, n. 1902 - † 1987)

## Conduttori radiofonici(1)
- Jan Böhmermann, conduttore radiofonico e comico tedesco (Brema, n. 1981)

## Corsari(1)
- Jan Janszoon, corsaro olandese (Haarlem)

## Costumisti(1)
- Jan Versweyveld, costumista e scenografo belga (Anversa, n. 1958)

## Danzatori(1)
- Petrus Bosman, ballerino e coreografo sudafricano (Kuils River, n. 1928 - Indianapolis, † 2008)

## Diplomatici(4)
- Jan Gawronski, diplomatico e scrittore polacco (Varsavia, n. 1892 - Roma, † 1983)
- Jan Gniński, diplomatico e politico polacco (n. 1620 - † 1685)
- Jan Kavan, diplomatico e politico ceco (Londra, n. 1946)
- Jan Zwartendijk, diplomatico e dirigente d'azienda olandese (Rotterdam, n. 1896 - Eindhoven, † 1976)

## Direttori d'orchestra(1)
- Jan Hrábek, direttore d'orchestra, arrangiatore e compositore ceco (n. 1945 - † 2003)

## Direttori della fotografia(1)
- Jan de Bont, direttore della fotografia, regista e produttore cinematografico olandese (Eindhoven, n. 1943)

## Dirigenti d'azienda(1)
- Jan Marsalek, ex dirigente d'azienda austriaco (Vienna, n. 1980)

## Dirigenti sportivi(5)
- Jan Boven, dirigente sportivo e ex ciclista su strada olandese (Delfzijl, n. 1972)
- Jan Mølby, dirigente sportivo e ex calciatore danese (Kolding, n. 1963)
- Jan Schaffrath, dirigente sportivo e ex ciclista su strada tedesco (Berlino, n. 1971)
- Jan Schlaudraff, dirigente sportivo, allenatore di calcio e ex calciatore tedesco (Waldbröl, n. 1983)
- Jan Vennegoor of Hesselink, dirigente sportivo e ex calciatore olandese (Oldenzaal, n. 1978)

## Disc jockey(1)
- Jan Wayne, disc jockey tedesco (Husum, n. 1974)

## Disegnatori(1)
- Jan Harmensz von Müller, disegnatore e incisore olandese (Amsterdam, n. 1571 - Amsterdam, † 1628)

## Drammaturghi(2)
- Jan de Hartog, drammaturgo olandese (Haarlem, n. 1914 - Houston, † 2002)
- Jan Vos, drammaturgo e vetraio olandese (Amsterdam, n. 1610 - Amsterdam, † 1667)

## Economisti(1)
- Jan Tinbergen, economista olandese (L'Aia, n. 1903 - L'Aia, † 1994)

## Editori(2)
- Jan Otto, editore cecoslovacco (Přibyslav, n. 1841 - Praga, † 1916)
- Jan Rieuwertsz, editore olandese (Amsterdam, n. 1616 - Amsterdam, † 1687)

## Entomologi(1)
- Jan van der Hoeven, entomologo, botanico e zoologo olandese (Rotterdam, n. 1801 - Leida, † 1868)

## Esploratori(1)
- Jan Carstenszoon, esploratore olandese

## Farmacisti(1)
- Ignacy Łukasiewicz, farmacista, chimico e inventore polacco (Zaduszniki, n. 1822 - Chorkówka, † 1882)

## Filologi(5)
- Jan Fransen, filologo olandese (Bovenkarspel, n. 1877 - Amsterdam, † 1948)
- Jan Gebauer, filologo ceco (Úbislavice, n. 1858 - Praga, † 1907)
- Jan Gruter, filologo, antiquario e storico fiammingo (Anversa, n. 1560 - Heidelberg, † 1627)
- Jan Sajdak, filologo classico e bizantinista polacco (Burzyn, n. 1882 - Poznań, † 1967)
- Jan de Vries, filologo, lessicografo e storico delle religioni olandese (Amsterdam, n. 1890 - Utrecht, † 1964)

## Filosofi(4)
- Jan A. Aertsen, filosofo e teologo olandese (Amsterdam, n. 1938 - † 2016)
- Jan Łukasiewicz, filosofo e logico polacco (Leopoli, n. 1878 - Dublino, † 1956)
- Jan Patočka, filosofo ceco (Turnov, n. 1907 - Praga, † 1977)
- Jan Smuts, filosofo, militare e politico sudafricano (Bovenplaats, n. 1870 - Centurion, † 1950)

## Fisici(2)
- Johann Josef Loschmidt, fisico austriaco (Putschirn, n. 1821 - Vienna, † 1895)
- Jan Hendrik Schön, fisico tedesco (Verden, n. 1970)

## Fondisti(7)
- Jan Halvarsson, fondista svedese (Östersund, n. 1942 - Hammerdal, † 2020)
- Jan Thomas Jenssen, fondista norvegese (n. 1996)
- Jan Lindvall, ex fondista norvegese (Kåfjord, n. 1950)
- Jan Ottosson, ex fondista svedese (Färgelanda, n. 1960)
- Daniel Richardsson, fondista svedese (Hudiksvall, n. 1982)
- Jan Stölben, fondista tedesco (n. 2001)
- Jan Jacob Verdenius, ex fondista norvegese (n. 1973)

## Fotografi(3)
- Jan Kamman, fotografo e pittore olandese (Schiedam, n. 1898 - Gorinchem, † 1983)
- Jan Neer, fotografo italiano (Varazze, n. 1860 - Varazze, † 1946)
- Jan Saudek, fotografo ceco (Praga, n. 1935)

## Fumettiste(1)
- Jan Duursema, fumettista statunitense (USA, n. 1954)

## Fumettisti(1)
- Jan Bucquoy, fumettista e regista belga (Harelbeke, n. 1945)

## Generali(8)
- Jan Henryk Dąbrowski, generale polacco (Pierzchów, n. 1755 - Winna Góra, † 1818)
- Jan Jagmin-Sadowski, generale polacco (Grójec, n. 1895 - Varsavia, † 1977)
- Jan Paweł Jerzmanowski, generale polacco (Mniewo, n. 1779 - Parigi, † 1862)
- Jan Karcz, generale polacco (Modlnica, n. 1892 - campo di concentramento di Birkenau, † 1943)
- Jan Zygmunt Skrzynecki, generale polacco (Żebrak, n. 1787 - Cracovia, † 1860)
- Jan Syrový, generale e politico cecoslovacco (Třebíč, n. 1888 - Praga, † 1970)
- Jan Verveer, generale olandese (Rotterdam, n. 1775 - Oceano Atlantico, † 1838)
- Jan Žižka, generale ceco (Trocnov - Přibyslav, † 1424)

## Geologi(1)
- Jan Wyżykowski, geologo polacco (Haczów, n. 1917 - Varsavia, † 1974)

## Giavellottisti(1)
- Jan Železný, ex giavellottista e allenatore di atletica leggera ceco (Mladá Boleslav, n. 1966)

## Ginnasti(1)
- Jan Koutný, ginnasta cecoslovacco (Vyškov, n. 1897 - Praga, † 1976)

## Giocatori di badminton(1)
- Jan Ø. Jørgensen, giocatore di badminton danese (Aalborg, n. 1987)

## Giocatori di calcio a 5(2)
- Jan Are Klaussen, giocatore di calcio a 5 e ex calciatore norvegese (Sandnessjøen, n. 1986)
- Jan Kurinčič, ex giocatore di calcio a 5 sloveno (n. 1987)

## Giocatori di curling(2)
- Jan Hauser, giocatore di curling svizzero (Glarona, n. 1985)
- Jan Thoresen, ex giocatore di curling norvegese (Oslo, n. 1968)

## Giocatori di football americano(8)
- Jan Dundáček, giocatore di football americano ceco (n. 1986)
- Jan Hilgenfeldt, ex giocatore di football americano tedesco (Lipsia, n. 1989)
- Jan Hochschild, giocatore di football americano tedesco (Norimberga, n. 1996)
- Jan Rauš, giocatore di football americano ceco (Praga, n. 1994)
- Jan Stenerud, ex giocatore di football americano norvegese (Fet, n. 1942)
- Jan Vrňata, giocatore di football americano ceco
- Jan Weinreich, giocatore di football americano tedesco (n. 1997)
- Jan Štiegler, giocatore di football americano ceco (n. 1991)

## Giocatori di poker(1)
- Jan Boubli, giocatore di poker francese (Parigi)

## Giornalisti(2)
- Jan Roos, giornalista olandese (n. 1977)
- Jan Stachniuk, pubblicista e filosofo polacco (Kovel', n. 1905 - Varsavia, † 1963)

## Giuristi(1)
- Jan Wiggers, giurista e teologo belga (Diest, n. 1571 - Lovanio, † 1639)

## Hockeisti su ghiaccio(15)
- Jan Bulis, ex hockeista su ghiaccio ceco (Pardubice, n. 1978)
- Jan Čaloun, ex hockeista su ghiaccio ceco (Ústí nad Labem, n. 1972)
- Jan Hejda, ex hockeista su ghiaccio ceco (Praga, n. 1978)
- Jan Hlaváč, ex hockeista su ghiaccio ceco (Praga, n. 1976)
- Jan Klapáč, ex hockeista su ghiaccio ceco (Praga, n. 1941)
- Jan Kovář, hockeista su ghiaccio ceco (Písek, n. 1990)
- Jan Mair, ex hockeista su ghiaccio italiano (Bolzano, n. 1986)
- Jan Marek, hockeista su ghiaccio ceco (Jindřichův Hradec, n. 1979 - Jaroslavl', † 2011)
- Fredrik Modin, ex hockeista su ghiaccio svedese (Sundsvall, n. 1974)
- Jan Palouš, hockeista su ghiaccio ceco (České Budějovice, n. 1888 - Praga, † 1971)
- Jan Peka, hockeista su ghiaccio ceco (Rataje nad Sázavou, n. 1894 - Praga, † 1985)
- Jan Popiel, ex hockeista su ghiaccio canadese (Virum, n. 1947)
- Jan Suchý, hockeista su ghiaccio ceco (Havlíčkův Brod, n. 1944 - Havlíčkův Brod, † 2021)
- Jan Urbas, hockeista su ghiaccio sloveno (Lubiana, n. 1989)
- Jan Waldner, ex hockeista su ghiaccio italiano (Merano, n. 1992)

## Hockeisti su prato(3)
- Jan Ankerman, hockeista su prato olandese (Wommels, n. 1906 - Yangon, † 1942)
- Roepie Kruize, hockeista su prato olandese (Heemstede, n. 1925 - L'Aia, † 1992)
- Jan de Looper, hockeista su prato olandese (Hilversum, n. 1914 - Hilversum, † 1987)

## Illustratori(1)
- Jan Matthias Kok, illustratore, incisore e mercante d'arte olandese (Amsterdam, n. 1720 - Amsterdam, † 1771)

## Imprenditori(1)
- Jan Koum, imprenditore e informatico ucraino (Kiev, n. 1976)

## Incisori(4)
- Jan van Almeloveen, incisore e disegnatore olandese (Mijdrecht, n. 1652)
- Jan Van Vianen, incisore, pittore e disegnatore olandese (n. 1660 - † 1726)
- Jan van de Velde II, incisore, pittore e disegnatore olandese (Delft, n. 1593 - Enkhuizen, † 1641)
- Jan de Visscher, incisore, disegnatore e pittore olandese (Haarlem, n. 1633 - Amsterdam, † 1692)

## Informatici(2)
- Jan Račinskij, programmatore, storico e attivista russo (Mosca, n. 1958)
- Jan Weglarz, informatico polacco (Poznań, n. 1947)

## Ingegneri(2)
- Jan Monchaux, ingegnere francese (Blois, n. 1978)
- Jan Witteveen, ingegnere olandese (Stavoren, n. 1947)

## Insegnanti(1)
- Jan Mukařovský, docente, semiologo e critico letterario cecoslovacco (Písek, n. 1891 - Praga, † 1975)

## Inventori(1)
- Jan Szczepanik, inventore polacco (Rudniki, n. 1872 - Tarnów, † 1926)

## Latinisti(1)
- Jan Hendrik Waszink, latinista olandese (Renswoude, n. 1908 - Lugano, † 1990)

## Linguisti(2)
- Jan Niecisław Baudouin de Courtenay, linguista polacco (Radzymin, n. 1845 - Varsavia, † 1929)
- Jan Gonda, linguista, indologo e storico delle religioni olandese (Gouda, n. 1905 - Utrecht, † 1991)

## Lottatori(2)
- Jan Dołgowicz, ex lottatore polacco (Skarbiewo, n. 1954)
- Jan Karlsson, ex lottatore svedese (Trollhättan, n. 1945)

## Lunghisti(1)
- Jan Leitner, ex lunghista cecoslovacco (n. 1953)

## Maratoneti(1)
- Jan Mashiani, maratoneta sudafricano

## Matematici(7)
- Jan Brożek, matematico e astronomo polacco (Kurzelów, n. 1585 - Bronowice, † 1652)
- Jan Mikusiński, matematico polacco (Ivano-Frankivs'k, n. 1913 - Katowice, † 1987)
- Jan Rusinek, matematico e compositore di scacchi polacco (n. 1950)
- Jan Arnoldus Schouten, matematico olandese (Amstelveen, n. 1883 - Epe, † 1971)
- Jan Hendrik van Swinden, matematico e fisico olandese (L'Aia, n. 1746 - Amsterdam, † 1823)
- Jan Vaerman, matematico fiammingo (Erembodegem, n. 1653 - Bruges, † 1731)
- Jan Śniadecki, matematico e astronomo polacco (Żnin, n. 1756 - Vilnius, † 1830)

## Medaglisti(2)
- Jan Boskam, medaglista olandese (Nimega - Amsterdam)
- Jan Alfons Keustermans, medaglista e scultore belga (Anversa, n. 1940)

## Medici(3)
- Jan Jesenius, medico, politico e filosofo slovacco (Breslavia, n. 1566 - Praga, † 1621)
- Jan Marek Marci, medico ceco (Lanškroun, n. 1595 - † 1667)
- Jan G. Waldenström, medico svedese (Stoccolma, n. 1906 - Malmö, † 1996)

## Mercanti(3)
- Jan Commelin, mercante e botanico olandese (Leida, n. 1629 - Amsterdam, † 1690)
- Jan Niezer, mercante ghanese (Akwidaa, n. 1756 - Elmina, † 1822)
- Jan van den Eynde, mercante, banchiere e collezionista d'arte fiammingo (Anversa - Napoli, † 1674)

## Mezzofondisti(1)
- Jan Fitschen, ex mezzofondista tedesco (Nordhorn, n. 1977)

## Militari(12)
- Jan Karol Chodkiewicz, militare polacco (n. 1560 - Chotyn, † 1621)
- Jan Conny, militare e mercante ghanese (Axim - † 1725)
- Jan Baalsrud, militare norvegese (Oslo, n. 1917 - Kongsvinger, † 1988)
- Jan Willem Janssens, militare e politico olandese (Nimega, n. 1762 - L'Aia, † 1838)
- Jan Karski, militare polacco (Łódź, n. 1914 - Washington, † 2000)
- Jan Kubiš, militare e partigiano cecoslovacco (Dolní Vilémovice, n. 1913 - Praga, † 1942)
- Jan Mioduchowski, militare e aviatore polacco (Wyszków, n. 1910 - Burlingame, † 1961)
- Jan Olieslagers, militare e aviatore belga (Anversa, n. 1883 - Berchem, † 1942)
- Jan Rogowski, militare e aviatore polacco (Jurowce, n. 1915 - Stowmarket, † 1997)
- Jan Slangen, ufficiale italiano (Roma, n. 1975)
- Jan Włodarkiewicz, militare polacco (Varsavia, n. 1900 - Leopoli, † 1942)
- Jan van Speijk, militare olandese (Amsterdam, n. 1802 - Anversa, † 1831)

## Musicisti(4)
- Jan Bang, musicista e produttore discografico norvegese (Kristiansand, n. 1968)
- Jan Jelinek, musicista tedesco
- Jan Johansson, musicista svedese (Söderhamn, n. 1931 - Sollentuna, † 1968)
- Jan Kanty Pawluśkiewicz, musicista e compositore polacco (Nowy Targ, n. 1942)

## Naturalisti(1)
- Jan Křtitel Boháč, naturalista e medico tedesco (Žinkovy, n. 1724 - Praga, † 1768)

## Navigatori(1)
- Jan Jacobs May van Schellinkhout, navigatore e esploratore olandese

## Nobili(6)
- Jan Branicki, nobile e politico polacco (Tykocin, n. 1689 - Białystok, † 1771)
- Jan Jakub Zamoyski, nobile e politico polacco (n. 1716 - † 1790)
- Jan van Marnix, nobile olandese (Bruxelles - Oosterweel, † 1567)
- Jan III van Montfoort, nobile e militare olandese (n. 1448 - † 1522)
- Jan Ptáček di Pirkštejn, nobile e politico boemo (n. 1388 - † 1419)
- Jan Ješek Ptáček di Pirkštejn, nobile e politico boemo (Moravia)

## Numismatici(1)
- Jan Pieter Six, numismatico e antiquario olandese (Amsterdam, n. 1824 - Hilversum, † 1899)

## Nuotatori(6)
- Jan Hora, nuotatore e pallanuotista cecoslovacco (Praga, n. 1900 - Praga, † 1953)
- Jan Hołub, nuotatore polacco (Breslavia, n. 1996)
- Jan Jiskoot, ex nuotatore olandese (Dordrecht, n. 1940)
- Jan Lundin, nuotatore svedese (Stoccolma, n. 1942 - Åkersberga, † 2023)
- Jan Weeteling, ex nuotatore olandese (Zaandam, n. 1940)
- Jan Świtkowski, nuotatore polacco (Lublino, n. 1994)

## Nuotatrici(1)
- Jan Henne, ex nuotatrice statunitense (Oakland, n. 1947)

## Oculisti(1)
- Jan van der Hoeve, oculista e medico olandese (Santpoort, n. 1878 - Leida, † 1952)

## Orafi(1)
- Jan Jacobs, orafo e filantropo fiammingo (Bruxelles, n. 1575 - Bologna, † 1650)

## Organisti(1)
- Jan Jacob de Graaf, organista olandese (Bordeaux, n. 1672 - Amsterdam, † 1738)

## Orientalisti(1)
- Jan Prosper Witkiewicz, orientalista, esploratore e diplomatico russo (Pašiaušė, n. 1808 - San Pietroburgo, † 1839)

## Paleontologi(1)
- Jan Čerskij, paleontologo, geografo e geologo polacco (n. 1845 - † 1892)

## Pallamanisti(1)
- Jan Radojkovič, ex pallamanista sloveno (Isola d'Istria, n. 1989)

## Pallanuotisti(5)
- Jan den Boer, pallanuotista olandese (Gouda, n. 1889 - Gouda, † 1944)
- Jan Bultman, ex pallanuotista olandese (Deventer, n. 1942)
- Jan van Heteren, pallanuotista olandese (Giacarta, n. 1916 - Breda, † 1992)
- Jan Scholte, pallanuotista olandese (Weesp, n. 1910 - Amsterdam, † 1976)
- Jan Evert Veer, ex pallanuotista olandese (L'Aia, n. 1950)

## Pallavolisti(9)
- Jan Hadrava, pallavolista e giocatore di beach volley ceco (Rokycany, n. 1991)
- Jan Hedengaard, pallavolista svedese (Skravlinge, n. 1963)
- Jan Klobučar, pallavolista sloveno (Celje, n. 1992)
- Jan Kozamernik, pallavolista sloveno (Lubiana, n. 1995)
- Jan Martínez, pallavolista argentino (Buenos Aires, n. 1998)
- Jan Posthuma, ex pallavolista olandese (Dokkum, n. 1963)
- Jan Willem Snippe, pallavolista olandese (Heemskerk, n. 1986)
- Jan Štokr, ex pallavolista ceco (Dačice, n. 1983)
- Jan Zimmermann, pallavolista tedesco (Tubinga, n. 1993)

## Patrioti(2)
- Jan Palach, patriota cecoslovacco (Praga, n. 1948 - Praga, † 1969)
- Jan Zajíc, patriota cecoslovacco (Vítkov, n. 1950 - Praga, † 1969)

## Pattinatori artistici su ghiaccio(1)
- Jan Hoffmann, ex pattinatore artistico su ghiaccio tedesco (Dresda, n. 1955)

## Pattinatori di velocità su ghiaccio(6)
- Jan Blokhuijsen, pattinatore di velocità su ghiaccio olandese (Zuid-Scharwoude, n. 1989)
- Jan Bos, ex pattinatore di velocità su ghiaccio e pistard olandese (Harderwijk, n. 1975)
- Jan Pesman, pattinatore di velocità su ghiaccio olandese (Stedum, n. 1931 - Delfzijl, † 2014)
- Jan Egil Storholt, ex pattinatore di velocità su ghiaccio norvegese (n. 1949)
- Jan Szymański, pattinatore di velocità su ghiaccio polacco (n. 1989)
- Jan Ykema, ex pattinatore di velocità su ghiaccio olandese (Harlingen, n. 1963)

## Pentatleti(1)
- Jan Kuf, pentatleta ceco (Praga, n. 1991)

## Pesisti(3)
- Jan Marcell, pesista e discobolo ceco (Brno, n. 1985)
- Janus Robberts, ex pesista e discobolo sudafricano (Louis Trichardt, n. 1979)
- Jan Sagedal, ex pesista norvegese (Froland, n. 1960)

## Pianisti(2)
- Jan Lisiecki, pianista e musicista canadese (Calgary, n. 1995)
- Jan Václav Voříšek, pianista, organista e compositore ceco (Vamberk, n. 1791 - Vienna, † 1825)

## Piloti automobilistici(2)
- Jan Charouz, pilota automobilistico ceco (Praga, n. 1987)
- Jan Magnussen, pilota automobilistico danese (Roskilde, n. 1973)

## Piloti di rally(2)
- Jan Kopecký, pilota di rally ceco (Opočno, n. 1982)
- Jan Solans, pilota di rally spagnolo (Matadepera, n. 1997)

## Piloti motociclistici(5)
- Jan Bruins, pilota motociclistico olandese (Deventer, n. 1940 - † 1997)
- Jan Hanson, pilota motociclistico svedese (Stoccolma, n. 1968)
- Jan Huberts, pilota motociclistico olandese (Delfzijl, n. 1937 - Rijswijk, † 2016)
- Jan Roelofs, pilota motociclistico olandese (Sint-Michielsgestel, n. 1985)
- Jan de Vries, pilota motociclistico olandese (Het Bildt, n. 1944 - Purmerend, † 2021)

## Pirati(2)
- Jan Reyning, pirata e marinaio olandese (n. 1640 - † 1697)
- Yankey Willems, pirata olandese (Paesi Bassi - Honduras, † 1688)

## Pistard(3)
- Jan Bo Petersen, ex pistard e ciclista su strada danese (Næstved, n. 1970)
- Jan Voneš, pistard e ciclista su strada ceco (Rudíkov, n. 1999)
- Jan Łazarski, pistard polacco (Cracovia, n. 1892 - Cracovia, † 1968)

## Poeti(11)
- Jan Kasprowicz, poeta polacco (Inowrocław, n. 1860 - Poronin, † 1926)
- Jan Lechoń, poeta, critico letterario e diplomatico polacco (Varsavia, n. 1899 - New York, † 1956)
- Jan Hendrik Leopold, poeta olandese ('s-Hertogenbosch, n. 1865 - Rotterdam, † 1925)
- Jan Luyken, poeta, pittore e incisore olandese (Amsterdam, n. 1649 - Amsterdam, † 1712)
- Jan Andrzej Morsztyn, poeta e scrittore polacco (Wiśnicz, n. 1621 - Parigi, † 1693)
- Jan Riesenkampf, poeta polacco (Zabrze, n. 1963)
- Jan Stanisław Skorupski, poeta, scrittore e saggista polacco (Łoszniów, n. 1938)
- Jan Jacob Slauerhoff, poeta olandese (Leeuwarden, n. 1898 - Hilversum, † 1936)
- Jan Twardowski, poeta e presbitero polacco (Varsavia, n. 1915 - Varsavia, † 2006)
- Jan Van Beers, poeta belga (Anversa, n. 1821 - † 1888)
- Jan Wagner, poeta tedesco (Amburgo, n. 1971)

## Politici(32)
- Jan van Aken, politico e biologo tedesco (Reinbek, n. 1961)
- Jan Peter Balkenende, politico olandese (Kapelle, n. 1956)
- Jan Bielecki, politico polacco (Bydgoszcz, n. 1951)
- Jan Björklund, politico svedese (Skene, n. 1962)
- Jan van den Brink, politico e banchiere olandese (Laren, n. 1915 - Hilversum, † 2006)
- Jan Černý, politico cecoslovacco (Uherský Ostroh, n. 1874 - Uherský Ostroh, † 1959)
- Jan Pieterszoon Coen, politico e generale olandese (Hoorn, n. 1587 - Batavia, † 1629)
- Jan Dworak, politico, attivista e giornalista polacco (Sochaczew, n. 1948)
- Jan Fischer, politico ceco (Praga, n. 1951)
- Jan Masaryk, politico cecoslovacco (Praga, n. 1886 - Praga, † 1948)
- Jan Heemskerk, politico olandese (Amsterdam, n. 1818 - L'Aia, † 1897)
- Jan Hendrik Hofmeyr, politico sudafricano (Città del Capo, n. 1894 - Johannesburg, † 1948)
- Jan Jambon, politico belga (Genk, n. 1960)
- Jan Stanisław Jankowski, politico polacco (n. 1882 - † 1953)
- Jan Kanty Steczkowski, politico e economista polacco (Dąbrowa Tarnowska, n. 1862 - Cracovia, † 1929)
- Jan Kucharzewski, politico e storico polacco (Wysokie Mazowieckie, n. 1876 - New York, † 1952)
- Jan Lindenau, politico tedesco (Lubecca, n. 1979)
- Jan Lipavský, politico ceco (Praga, n. 1985)
- Jan Malypetr, politico cecoslovacco (Klobuky, n. 1873 - Slaný, † 1947)
- Jan Moons, politico e ex calciatore belga (Heist-op-den-Berg, n. 1970)
- Jan Mulder, politico olandese (Diever, n. 1943)
- Jan Peumans, politico belga (Maastricht, n. 1951)
- Jan de Quay, politico olandese ('s-Hertogenbosch, n. 1901 - Beers, † 1985)
- Jan Jacob Rochussen, politico olandese (Etten-Leur, n. 1797 - L'Aia, † 1871)
- Jan Piotr Sapieha, politico e militare polacco (Bychów, n. 1569 - Mosca, † 1611)
- Jan Serada, politico, pedagogista e scrittore bielorusso (Distretto di Baranavičy, n. 1879 - Unione Sovietica)
- Jan Six, politico, mecenate e collezionista d'arte olandese (Amsterdam, n. 1618 - Amsterdam, † 1700)
- Jan Sokol, politico, filosofo e attivista ceco (Praga, n. 1936 - Praga, † 2021)
- Jan Šrámek, politico cecoslovacco (Grygov, n. 1870 - Praga, † 1956)
- Jan Stráský, politico cecoslovacco (Plzeň, n. 1940 - Praga, † 2019)
- Jan P. Syse, politico e avvocato norvegese (Nøtterøy, n. 1930 - Oslo, † 1997)
- Jan Vapaavuori, politico finlandese (Helsinki, n. 1965)

## Poliziotti(2)
- Jan Deddens, poliziotto olandese ('t Zandt, n. 1917 - † 1999)
- Jan Elzinga, poliziotto olandese (n. 1920)

## Predicatori(1)
- Jan Pietersz Beelthouwer, predicatore olandese

## Presbiteri(6)
- Jan Balicki, presbitero polacco (Staromieście, n. 1869 - Przemyśl, † 1948)
- Jan Beyzym, presbitero polacco (Šepetivka, n. 1850 - Fianarantsoa, † 1912)
- Jan Kaczkowski, presbitero e teologo polacco (Gdynia, n. 1977 - Sopot, † 2016)
- Jan van Ruusbroec, presbitero e scrittore fiammingo (Ruisbroek, n. 1293 - Groenendael, † 1381)
- Jan Trojgo, presbitero bielorusso (Governatorato di Grodno, n. 1881 - Leningrado, † 1932)
- Jan Želivský, presbitero ceco (n. 1380 - Praga, † 1422)

## Profeti(1)
- Jan Matthys, profeta olandese (Haarlem - Münster, † 1534)

## Progettisti(1)
- Jan Thiel, progettista olandese (Amsterdam, n. 1940)

## Psichiatri(1)
- Jan Foudraine, psichiatra olandese (Amsterdam, n. 1929 - † 2016)

## Pugili(3)
- Jan Dydak, pugile polacco (Czeladź, n. 1968 - Słupsk, † 2019)
- Jan Heřmánek, pugile cecoslovacco (n. 1907 - Praga, † 1978)
- Jan Szczepański, pugile polacco (n. 1939 - † 2017)

## Rapper(2)
- Jan Delay, rapper, cantautore e produttore discografico tedesco (Amburgo, n. 1976)
- Pezet, rapper polacco (Varsavia, n. 1980)

## Registe(1)
- Jan Eliasberg, regista e sceneggiatrice statunitense (New York City, n. 1954)

## Registi(14)
- Jan Cvitkovič, regista cinematografico, regista televisivo e sceneggiatore sloveno (Lubiana, n. 1966)
- Jan Borisovič Frid, regista cinematografico sovietico (Krasnojarsk, n. 1908 - Stoccarda, † 2003)
- Mikael Håfström, regista e sceneggiatore svedese (Lund, n. 1960)
- Jan Halldoff, regista e sceneggiatore svedese (Stoccolma, n. 1939 - Stoccolma, † 2010)
- Jan Harlan, regista e produttore cinematografico tedesco (Karlsruhe, n. 1937)
- Jan Hřebejk, regista ceco (Praga, n. 1967)
- Jan Komasa, regista e sceneggiatore polacco (Poznań, n. 1981)
- Jan Kounen, regista, sceneggiatore e produttore cinematografico olandese (Utrecht, n. 1964)
- Jan P. Matuszyński, regista polacco (Katowice, n. 1984)
- Jan Němec, regista e sceneggiatore ceco (Praga, n. 1936 - Praga, † 2016)
- Jan Schütte, regista e sceneggiatore tedesco (Mannheim, n. 1957)
- Jan Švankmajer, regista, sceneggiatore e animatore ceco (Praga, n. 1934)
- Jan Svěrák, regista ceco (Žatec, n. 1965)
- Jan Troell, regista svedese (Malmö, n. 1931)

## Religiosi(3)
- Jan Milič, religioso e scrittore ceco (Kroměříž - Avignone, † 1374)
- Stanisław Papczyński, religioso polacco (Podegrodzie, n. 1631 - Góra Kalwaria, † 1701)
- Jan Standonck, religioso belga (Mechelen, n. 1453 - Parigi, † 1504)

## Rivoluzionari(1)
- Jan Rudzutak, rivoluzionario, politico e sindacalista sovietico (Cauņi, n. 1887 - Mosca, † 1938)

## Rugbisti a 15(5)
- Jannie de Beer, ex rugbista a 15 sudafricano (Welkom, n. 1971)
- Jan Macháček, ex rugbista a 15, dirigente sportivo e imprenditore ceco (Praga, n. 1972)
- Jannie du Plessis, rugbista a 15 e medico sudafricano (Bethlehem, n. 1982)
- Jan Serfontein, rugbista a 15 sudafricano (Port Elizabeth, n. 1993)
- Adriaan Strauss, ex rugbista a 15 sudafricano (Bloemfontein, n. 1985)

## Saggisti(1)
- Jan Kott, saggista e critico teatrale polacco (Varsavia, n. 1914 - Santa Monica, † 2001)

## Saltatori con gli sci(4)
- Jan Boklöv, ex saltatore con gli sci svedese (Gällivare, n. 1966)
- Jan Hörl, saltatore con gli sci austriaco (Schwarzach im Pongau, n. 1998)
- Jan Matura, ex saltatore con gli sci e combinatista nordico ceco (Český Krumlov, n. 1980)
- Jan Ziobro, ex saltatore con gli sci polacco (Rabka-Zdrój, n. 1991)

## Sassofonisti(1)
- Jan Garbarek, sassofonista e compositore norvegese (Mysen, n. 1947)

## Scacchisti(8)
- Jan Foltys, scacchista cecoslovacco (Svinov, n. 1908 - Ostrava, † 1952)
- Jan Gustafsson, scacchista tedesco (Amburgo, n. 1979)
- Jan Willem te Kolsté, scacchista olandese (Utrecht, n. 1874 - L'Aia, † 1936)
- Jan Nepomnjaščij, scacchista russo (Brjansk, n. 1990)
- Jan Smeets, scacchista olandese (Leida, n. 1985)
- Jan Smejkal, scacchista ceco (Lanškroun, n. 1946)
- Jean Taubenhaus, scacchista polacco (Varsavia, n. 1850 - Parigi, † 1919)
- Jan Timman, scacchista olandese (Amsterdam, n. 1951)

## Sceneggiatori(1)
- Jan Fethke, sceneggiatore, regista e scrittore polacco (Opole, n. 1903 - † 1980)

## Scenografe(1)
- Jan Pascale, scenografa e produttrice cinematografica statunitense (New York)

## Scenografi(1)
- Jan Roelfs, scenografo olandese (Amsterdam, n. 1957)

## Schermidori(2)
- Jan Skogh, schermidore svedese (n. 1941 - † 2019)
- Jan van der Wiel, schermidore olandese (Breda, n. 1892 - L'Aia, † 1962)

## Sciatori alpini(12)
- Jan Bachleda, sciatore alpino polacco (Zakopane, n. 1951 - Zakopane, † 2009)
- Jan Debeljak, ex sciatore alpino sloveno (n. 1988)
- Jan Ingvar Dokken, ex sciatore alpino norvegese (n. 1964)
- Jan Henden, ex sciatore alpino norvegese (n. 1945)
- Jan Holický, ex sciatore alpino ceco (Teplice nad Bečvou, n. 1974)
- Jan Hudec, ex sciatore alpino ceco (Šumperk, n. 1981)
- Torsten Jakobsson, ex sciatore alpino svedese (Sollefteå, n. 1957)
- Jan Erik Narvestad, ex sciatore alpino norvegese
- Ingemar Stenmark, ex sciatore alpino svedese (Storuman, n. 1956)
- Jan Einar Thorsen, ex sciatore alpino norvegese (Bærum, n. 1966)
- Jan Zabystřan, sciatore alpino ceco (n. 1998)
- Jan Čermák, ex sciatore alpino ceco (n. 1988)

## Scrittori(21)
- Jan Peter Bremer, scrittore tedesco (Berlino, n. 1965)
- Jan Brokken, scrittore e giornalista olandese (Leida, n. 1949)
- Jan Cremer, scrittore olandese (Enschede, n. 1940 - Amsterdam, † 2024)
- Jan Dobraczyński, scrittore e giornalista polacco (Varsavia, n. 1910 - Varsavia, † 1994)
- Jan Simon Gerardus Gramberg, scrittore, medico e avventuriero olandese (Maastricht, n. 1823 - Cobden, † 1888)
- Jan Guillou, scrittore e giornalista svedese (Södertälje, n. 1944)
- Jan Kochanowski, scrittore polacco (Radom, n. 1530 - Lublino, † 1584)
- Jan Koneffke, scrittore tedesco (Darmstadt, n. 1960)
- Jan Myrdal, scrittore, regista e attivista svedese (Bromma, n. 1927 - Varberg, † 2020)
- Jan Neruda, scrittore, poeta e giornalista ceco (Praga, n. 1834 - Praga, † 1891)
- Nescio, scrittore olandese (Amsterdam, n. 1882 - Hilversum, † 1961)
- Jan Ostroróg, scrittore e politico polacco (n. 1436 - Grodzisk Wielkopolski, † 1501)
- Jan Otčenášek, scrittore, drammaturgo e sceneggiatore ceco (Praga, n. 1924 - Praga, † 1979)
- Jan Parandowski, scrittore e docente polacco (Leopoli, n. 1895 - Varsavia, † 1978)
- Jan Chryzostom Pasek, scrittore, nobile e militare polacco (Rawa Mazowiecka, n. 1636 - Niedzielinski, † 1701)
- Jan Potocki, scrittore polacco (Podolia, n. 1761 - Vinnycja, † 1815)
- Jan di Rabštein, scrittore e presbitero boemo (Boemia, n. 1437 - Buda, † 1473)
- Jan Utenhove, scrittore fiammingo (Gand, n. 1516 - Londra, † 1566)
- Jan Vrba, scrittore ceco (Klenčí pod Čerchovem, n. 1889 - Domažlice, † 1961)
- Jan Wolkers, scrittore, scultore e pittore olandese (Oegstgeest, n. 1925 - Texel, † 2007)
- Jan Zábrana, scrittore e traduttore ceco (Humpolec, n. 1931 - Praga, † 1984)

## Scrittrici(2)
- Jan Burke, scrittrice statunitense (Houston, n. 1953)
- Jan Carson, scrittrice nordirlandese (Ballymena, n. 1980)

## Scultori(9)
- Jan Pieter van Baurscheit il Giovane, scultore e architetto fiammingo (Anversa, n. 1699 - Anversa, † 1768)
- Jan Pieter van Baurscheit il Vecchio, scultore e architetto tedesco (Rheinbach, n. 1669 - Anversa, † 1728)
- Jan Borreman, scultore fiammingo
- Jan Brokoff, scultore boemo (Spìšská Sobota, n. 1652 - † 1718)
- Jan Geernaert, scultore fiammingo (Bruges, n. 1704 - Piacenza, † 1777)
- Jan Michałowicz di Urzędów, scultore e architetto polacco (Urzędów - Łowicz, † 1583)
- Jan Štursa, scultore ceco (Nové Město, n. 1880 - Praga, † 1925)
- Tabacchetti, scultore e architetto fiammingo (Dinant - Costigliole d'Asti)
- Jan de Weryha-Wysoczański, scultore polacco (Danzica, n. 1950)

## Sensitivi(1)
- Jan Guzyk, sensitivo polacco (Liszki, n. 1875 - † 1928)

## Slittinisti(3)
- Jan Behrendt, ex slittinista tedesco (Ilmenau, n. 1967)
- Jan Hamřík, ex slittinista cecoslovacco (Praga, n. 1940)
- Jan Nilsson, ex slittinista svedese (Ragunda, n. 1947)

## Snowboarder(2)
- Jan Kubičík, snowboarder ceco (Brno, n. 1996)
- Jan Scherrer, snowboarder svizzero (Wildhaus, n. 1994)

## Sociologi(1)
- Jan van Dijk, sociologo olandese (n. 1952)

## Sollevatori(4)
- Jan Bochenek, sollevatore polacco (Vovčkiv, n. 1931 - Łódź, † 2011)
- Jan Czepułkowski, sollevatore polacco (Maladzečna, n. 1930 - Varsavia, † 2016)
- Jan Wojnowski, sollevatore polacco (Torzewo, n. 1946 - Bydgoszcz, † 1990)
- Jan Łostowski, sollevatore polacco (Breslavia, n. 1951 - Breslavia, † 2009)

## Storici(7)
- Jan Chrzciciel Albertrandi, storico, gesuita e bibliotecario polacco (Varsavia, n. 1731 - Varsavia, † 1808)
- Jan Assmann, storico e egittologo tedesco (Langelsheim, n. 1938 - Costanza, † 2024)
- Jan Długosz, storico e prete polacco (Brzeźnica, n. 1415 - Cracovia, † 1480)
- Jan Grabowski, storico polacco (Varsavia, n. 1962)
- Jan Vansina, storico, antropologo e africanista belga (Anversa, n. 1929 - Madison, † 2017)
- Jan Władysław Woś, storico polacco (Varsavia, n. 1939)
- Jan Łasicki, storico e teologo polacco (n. 1534 - † 1602)

## Storici dell'arte(2)
- Jan Hoet, storico dell'arte belga (Lovanio, n. 1936 - Gand, † 2014)
- Jan Hulsker, storico dell'arte olandese (L'Aia, n. 1907 - Vancouver, † 2002)

## Storici delle religioni(1)
- Jan N. Bremmer, storico delle religioni olandese (Groninga, n. 1944)

## Tastieristi(2)
- Jan Hammer, tastierista e compositore ceco (Praga, n. 1948)
- Jan Schelhaas, tastierista e compositore britannico (Liverpool, n. 1948)

## Tenniste(2)
- Jan Lehane, ex tennista australiana (Grenfell, n. 1941)
- Jan Wilton, ex tennista australiana (n. 1957)

## Tennisti(16)
- Jan Apell, ex tennista e allenatore di tennis svedese (Göteborg, n. 1969)
- Jan Choinski, tennista britannico (Coblenza, n. 1996)
- Jan Frode Andersen, ex tennista norvegese (Asker, n. 1972)
- Jan Gunnarsson, ex tennista svedese (Olofström, n. 1962)
- Jan Hernych, ex tennista e allenatore di tennis ceco (Praga, n. 1979)
- Jan Hordijk, ex tennista olandese (Rotterdam, n. 1950)
- Jan Hájek, ex tennista ceco (Olomouc, n. 1983)
- Jan Kodeš, ex tennista cecoslovacco (Praga, n. 1946)
- Jan Koželuh, tennista cecoslovacco (Praga, n. 1904 - Fort Lauderdale, † 1979)
- Jan Kukal, ex tennista cecoslovacco (Bratislava, n. 1942)
- Jan Leschly, ex tennista danese (Jutland, n. 1940)
- Jan Mertl, ex tennista e allenatore di tennis ceco (Ústí nad Labem, n. 1982)
- Jan Norback, ex tennista svedese (Hudiksvall, n. 1956)
- Jan Písecký, ex tennista cecoslovacco (Praga, n. 1951)
- Jan Vacek, ex tennista ceco (Praga, n. 1976)
- Jan Zieliński, tennista polacco (Varsavia, n. 1996)

## Tenori(2)
- Jan Kiepura, tenore e attore polacco (Sosnowiec, n. 1902 - Harrison, † 1966)
- Jan Peerce, tenore statunitense (New York, n. 1904 - New York, † 1984)

## Teologi(4)
- Jan Hus, teologo boemo (Husinec - Costanza, † 1415)
- Jan van Kilsdonk, teologo e presbitero olandese (Zeeland, n. 1917 - Amsterdam, † 2008)
- Jan Lambrecht, teologo belga (Wielsbeke, n. 1926 - Lovanio, † 2023)
- Jan Łaski, teologo polacco (Łask, n. 1499 - Pińczów, † 1560)

## Tipografi(3)
- Jan Adam, tipografo polacco
- Jan Moretus, tipografo fiammingo (Anversa, n. 1543 - Anversa, † 1610)
- Jan Tschichold, tipografo, scrittore e designer tedesco (Lipsia, n. 1902 - Locarno, † 1974)

## Traduttori(1)
- Jan Hendrik Glazemaker, traduttore olandese (n. 1619 - † 1682)

## Triatlete(1)
- Jan Ripple, triatleta statunitense (n. 1955)

## Triatleti(2)
- Jan Frodeno, triatleta tedesco (Colonia, n. 1981)
- Jan Řehula, triatleta ceco (n. 1973)

## Truffatori(1)
- Jan Lewan, truffatore e cantante polacco (Bydgoszcz, n. 1941)

## Tuffatori(1)
- Jan Hempel, ex tuffatore tedesco (Dresda, n. 1971)

## Umanisti(1)
- Jan Blahoslav, umanista, linguista e compositore ceco (Přerov, n. 1523 - Moravský Krumlov, † 1571)

## Velisti(1)
- Jan Boersma, ex velista olandese (n. 1968)

## Velocisti(4)
- Jan Balachowski, ex velocista polacco (Cracovia, n. 1948)
- Jan Veleba, velocista ceco (Brno, n. 1986)
- Jan de Vries, velocista e calciatore olandese (Zwolle, n. 1896 - L'Aia, † 1939)
- Jan Werner, velocista polacco (Brzeziny, n. 1946 - Varsavia, † 2014)

## Vescovi cattolici(8)
- Jan Baxant, vescovo cattolico ceco (Karlovy Vary, n. 1948)
- Jan Chrapek, vescovo cattolico polacco (Józefin, n. 1948 - Stare Siekluki, † 2001)
- Jan Gembicki, vescovo cattolico polacco (Gniezno, n. 1602 - Włocławek, † 1675)
- Jan Małachowski, vescovo cattolico polacco (Bąkowa Góra, n. 1623 - Cracovia, † 1699)
- Jan Niemiec, vescovo cattolico polacco (Rzeszów, n. 1958 - Łańcut, † 2020)
- Jan Tyrawa, vescovo cattolico polacco (Kuźnice Świdnickie, n. 1948)
- Jan Van Cauwelaert, vescovo cattolico belga (Anversa, n. 1914 - Jette, † 2016)
- Jan Vokál, vescovo cattolico ceco (Hlinsko, n. 1958)

## Vescovi vetero-cattolici(6)
- Jan Bon, vescovo vetero-cattolico olandese
- Jan Dawidziuk, vescovo vetero-cattolico polacco (Kolczyn, n. 1937 - Parma, † 2012)
- Jan Zenon Jasiński, vescovo vetero-cattolico statunitense (n. 1888 - † 1951)
- Jan van Rhijn, vescovo vetero-cattolico olandese
- Jan Swantek, vescovo vetero-cattolico statunitense (Cheshire, n. 1933 - Scranton, † 2022)
- Jan Lambert Wirix-Speetjens, vescovo vetero-cattolico belga (Neeroeteren, n. 1946 - Haarlem, † 2008)

## Viaggiatori(1)
- Jan Huygen van Linschoten, viaggiatore e navigatore olandese (Haarlem - Enkhuizen, † 1611)

## Violinisti(6)
- Jan Jiří Benda, violinista e compositore boemo (Benátky nad Jizerou, n. 1713 - Berlino, † 1752)
- Jan Hambourg, violinista russo (Voronež, n. 1882 - Tours, † 1947)
- Jan Kubelík, violinista e compositore ceco (Praga, n. 1880 - Praga, † 1940)
- Jan Mařák, violinista e insegnante cecoslovacco (Dunakeszi, n. 1870 - Královské Vinohrady, † 1932)
- Jan Chryzostomus Neruda, violinista e direttore di coro ceco (Rosice, n. 1705 - Praga, † 1763)
- Jan Sedivka, violinista e insegnante australiano (Slaný, n. 1917 - Hobart, † 2009)

## Violoncellisti(1)
- Jan Vogler, violoncellista tedesco (Berlino Est, n. 1964)

## Wrestler(1)
- Stanislaus Zbyszko, wrestler e strongman polacco (Jodłowa, n. 1879 - Saint Joseph, † 1967)

## Senza attività specificata(10)
- Jan Bártů, ex pentatleta cecoslovacco (Praga, n. 1955)
- Jan Gies, olandese (Amsterdam, n. 1905 - Amsterdam, † 1993)
- Jan van Koningsveld, tedesco (Emden, n. 1969)
- Jan Kůrka, ex tiratore a segno cecoslovacco (Pelhřimov, n. 1943)
- Jan Michaelis, ex snowboarder tedesco (Amburgo, n. 1978)
- Jan Olesiński, ex pentatleta polacco (Katowice, n. 1956)
- Jan Rypka, turcologo e iranista ceco (Kroměříž, n. 1886 - Praga, † 1968)
- Jan Tarnowski, polacco (Tarnów, n. 1488 - † 1561)
- Jan Veder, ex pentatleta tedesco (n. 1976)
- Jan Zamoyski, polacco (Skokówka, n. 1542 - Zamość, † 1605)